# Drets humans a Guinea Equatorial
Aquest és un article sobre els drets humans a Guinea Equatorial. Guinea Equatorial és coneguda per abusos als drets humans. Sota l'actual govern s'ha inclòs la "capacitat limitada dels ciutadans a canviar el seu govern; augment dels informes d'homicidis comesos per les forces de seguretat; segrestos autoritzats pel govern, tortura sistemàtica dels presos i detinguts per les forces de seguretat, la condicions de vida amenaçada a les presons i centres de detenció; impunitat; detencions arbitràries, empresonament, i incomunicació; assetjament i expulsió dels residents estrangers amb limitat accés processal; corrupció judicial i manca d'un procés legal; restriccions al dret a la intimitat; restriccions a la llibertat d'expressió i de premsa; restriccions als drets de reunió, associació i circulació; corrupció del govern, violència i discriminació contra la dona; sospita de tràfic de persones, discriminació contra les minories ètniques, i restriccions als drets laborals." Hi ha hagut múltiples irregularitats electorals a les eleccions presidencials de 2009, però es considera una millora respecte a les eleccions irregulars de 2002 i 2004. A Guinea Equatorial hi ha culte a la personalitat al voltant del líder. Per tal de millorar la seva imatge, l'autòcrata des de fa molts anys, Teodoro Obiang, paga 60.000 dòlars l'any a Racepoint per tal millorar la imatge de Guinea Equatorial. Transparència Internacional inclou Guinea Equatorial com un dels 12 estats més corruptes. En juny de 2007 el Grup de Treball sobre la Detenció Arbitrària de l'ONU va visitar Guinea Equatorial i va informar que els presos polítics a vegades són jutjats per militars en lloc dels tribunals civils. Nongovernmental sources cited around 100 prisoners jailed for political reasons. L'actual líder de Guinea Equatorial va treballar anteriorment com a director de la notòria presó Playa Negra.

## Supressió de l'oposició parlamentària
Segons el testimoni parlamentari, a l'octubre de 2007 Salvador Ndong Nguema, membre del partit d'oposició Convergència per a la Democràcia Social (CPDS), va morir a Evinayong causa de la tortura sota custòdia de les forces de seguretat. Dos membres de les forces de seguretat van ser detinguts, però van quedar en llibertat i assignats a altres tasques de seguretat. El 12-13 de març del 2009 Saturnino Ncogo Mbomio, membre d'un partit polític prohibit, va morir en la detenció policial a Evinayong, suposadament en possessió d'armes per a cop d'estat. Va morir a causa d'una fractura de crani, provocada segons la policia per la caiguda de la seva llitera en un intent de suïcidi.

## Situació històrica
La taula mostra les qualificacions de Guinea Equatorial des de 1972 als informes Llibertat al món, publicats anualment per Freedom House. Un valor d'1 és "més lliure" i 7 és "menys lliure".1
| \| Any \| Drets civils \| Llibertats civils \| Estatus \| President2 \| \| 1972 \| 6 \| 6 \| No Lliure \| Francisco Macías Nguema \| \| 1973 \| 6 \| 6 \| No Lliure \| Francisco Macías Nguema \| \| 1974 \| 6 \| 6 \| No Lliure \| Francisco Macías Nguema \| \| 1975 \| 7 \| 7 \| No Lliure \| Francisco Macías Nguema \| \| 1976 \| 6 \| 7 \| No Lliure \| Francisco Macías Nguema \| \| 1977 \| 7 \| 7 \| No Lliure \| Francisco Macías Nguema \| \| 1978 \| 7 \| 6 \| No Lliure \| Francisco Macías Nguema \| \| 1979 \| 7 \| 6 \| No Lliure \| Francisco Macías Nguema \| \| 1980 \| 7 \| 6 \| No Lliure \| Teodoro Obiang Nguema Mbasogo \| \| 1981 \| 7 \| 6 \| No Lliure \| Teodoro Obiang Nguema Mbasogo \| \| 19823 \| 7 \| 6 \| No Lliure \| Teodoro Obiang Nguema Mbasogo \| \| 1983 \| 7 \| 6 \| No Lliure \| Teodoro Obiang Nguema Mbasogo \| \| 1984 \| 7 \| 6 \| No Lliure \| Teodoro Obiang Nguema Mbasogo \| \| 1985 \| 7 \| 7 \| No Lliure \| Teodoro Obiang Nguema Mbasogo \| \| 1986 \| 7 \| 7 \| No Lliure \| Teodoro Obiang Nguema Mbasogo \| \| 1987 \| 7 \| 7 \| No Lliure \| Teodoro Obiang Nguema Mbasogo \| \| 1988 \| 7 \| 7 \| No Lliure \| Teodoro Obiang Nguema Mbasogo \| \| 1989 \| 7 \| 7 \| No Lliure \| Teodoro Obiang Nguema Mbasogo \| \| 1990 \| 7 \| 7 \| No Lliure \| Teodoro Obiang Nguema Mbasogo \| \| 1991 \| 7 \| 7 \| No Lliure \| Teodoro Obiang Nguema Mbasogo \| \| 1992 \| 7 \| 6 \| No Lliure \| Teodoro Obiang Nguema Mbasogo \| \| 1993 \| 7 \| 7 \| No Lliure \| Teodoro Obiang Nguema Mbasogo \| \| 1994 \| 7 \| 7 \| No Lliure \| Teodoro Obiang Nguema Mbasogo \| \| 1995 \| 7 \| 7 \| No Lliure \| Teodoro Obiang Nguema Mbasogo \| \| 1996 \| 7 \| 7 \| No Lliure \| Teodoro Obiang Nguema Mbasogo \| \| 1997 \| 7 \| 7 \| No Lliure \| Teodoro Obiang Nguema Mbasogo \| \| 1998 \| 7 \| 7 \| No Lliure \| Teodoro Obiang Nguema Mbasogo \| \| 1999 \| 7 \| 7 \| No Lliure \| Teodoro Obiang Nguema Mbasogo \| \| 2000 \| 7 \| 7 \| No Lliure \| Teodoro Obiang Nguema Mbasogo \| \| 2001 \| 6 \| 6 \| No Lliure \| Teodoro Obiang Nguema Mbasogo \| \| 2002 \| 7 \| 6 \| No Lliure \| Teodoro Obiang Nguema Mbasogo \| \| 2003 \| 7 \| 6 \| No Lliure \| Teodoro Obiang Nguema Mbasogo \| \| 2004 \| 7 \| 6 \| No Lliure \| Teodoro Obiang Nguema Mbasogo \| \| 2005 \| 7 \| 6 \| No Lliure \| Teodoro Obiang Nguema Mbasogo \| \| 2006 \| 7 \| 6 \| No Lliure \| Teodoro Obiang Nguema Mbasogo \| \| 2007 \| 7 \| 6 \| No Lliure \| Teodoro Obiang Nguema Mbasogo \| \| 2008 \| 7 \| 7 \| No Lliure \| Teodoro Obiang Nguema Mbasogo \| \| 2009 \| 7 \| 7 \| No Lliure \| Teodoro Obiang Nguema Mbasogo \| \| 2010 \| 7 \| 7 \| No Lliure \| Teodoro Obiang Nguema Mbasogo \| \| 2011 \| 7 \| 7 \| No Lliure \| Teodoro Obiang Nguema Mbasogo \| \| 2012 \| 7 \| 7 \| No Lliure \| Teodoro Obiang Nguema Mbasogo \| \| 2013 \| 7 \| 7 \| No Lliure \| Teodoro Obiang Nguema Mbasogo \| |              |                   |           |                               |
| Any | Drets civils | Llibertats civils | Estatus   | President2                    |
| 1972 | 6            | 6                 | No Lliure | Francisco Macías Nguema       |
| 1973 | 6            | 6                 | No Lliure | Francisco Macías Nguema       |
| 1974 | 6            | 6                 | No Lliure | Francisco Macías Nguema       |
| 1975 | 7            | 7                 | No Lliure | Francisco Macías Nguema       |
| 1976 | 6            | 7                 | No Lliure | Francisco Macías Nguema       |
| 1977 | 7            | 7                 | No Lliure | Francisco Macías Nguema       |
| 1978 | 7            | 6                 | No Lliure | Francisco Macías Nguema       |
| 1979 | 7            | 6                 | No Lliure | Francisco Macías Nguema       |
| 1980 | 7            | 6                 | No Lliure | Teodoro Obiang Nguema Mbasogo |
| 1981 | 7            | 6                 | No Lliure | Teodoro Obiang Nguema Mbasogo |
| 19823 | 7            | 6                 | No Lliure | Teodoro Obiang Nguema Mbasogo |
| 1983 | 7            | 6                 | No Lliure | Teodoro Obiang Nguema Mbasogo |
| 1984 | 7            | 6                 | No Lliure | Teodoro Obiang Nguema Mbasogo |
| 1985 | 7            | 7                 | No Lliure | Teodoro Obiang Nguema Mbasogo |
| 1986 | 7            | 7                 | No Lliure | Teodoro Obiang Nguema Mbasogo |
| 1987 | 7            | 7                 | No Lliure | Teodoro Obiang Nguema Mbasogo |
| 1988 | 7            | 7                 | No Lliure | Teodoro Obiang Nguema Mbasogo |
| 1989 | 7            | 7                 | No Lliure | Teodoro Obiang Nguema Mbasogo |
| 1990 | 7            | 7                 | No Lliure | Teodoro Obiang Nguema Mbasogo |
| 1991 | 7            | 7                 | No Lliure | Teodoro Obiang Nguema Mbasogo |
| 1992 | 7            | 6                 | No Lliure | Teodoro Obiang Nguema Mbasogo |
| 1993 | 7            | 7                 | No Lliure | Teodoro Obiang Nguema Mbasogo |
| 1994 | 7            | 7                 | No Lliure | Teodoro Obiang Nguema Mbasogo |
| 1995 | 7            | 7                 | No Lliure | Teodoro Obiang Nguema Mbasogo |
| 1996 | 7            | 7                 | No Lliure | Teodoro Obiang Nguema Mbasogo |
| 1997 | 7            | 7                 | No Lliure | Teodoro Obiang Nguema Mbasogo |
| 1998 | 7            | 7                 | No Lliure | Teodoro Obiang Nguema Mbasogo |
| 1999 | 7            | 7                 | No Lliure | Teodoro Obiang Nguema Mbasogo |
| 2000 | 7            | 7                 | No Lliure | Teodoro Obiang Nguema Mbasogo |
| 2001 | 6            | 6                 | No Lliure | Teodoro Obiang Nguema Mbasogo |
| 2002 | 7            | 6                 | No Lliure | Teodoro Obiang Nguema Mbasogo |
| 2003 | 7            | 6                 | No Lliure | Teodoro Obiang Nguema Mbasogo |
| 2004 | 7            | 6                 | No Lliure | Teodoro Obiang Nguema Mbasogo |
| 2005 | 7            | 6                 | No Lliure | Teodoro Obiang Nguema Mbasogo |
| 2006 | 7            | 6                 | No Lliure | Teodoro Obiang Nguema Mbasogo |
| 2007 | 7            | 6                 | No Lliure | Teodoro Obiang Nguema Mbasogo |
| 2008 | 7            | 7                 | No Lliure | Teodoro Obiang Nguema Mbasogo |
| 2009 | 7            | 7                 | No Lliure | Teodoro Obiang Nguema Mbasogo |
| 2010 | 7            | 7                 | No Lliure | Teodoro Obiang Nguema Mbasogo |
| 2011 | 7            | 7                 | No Lliure | Teodoro Obiang Nguema Mbasogo |
| 2012 | 7            | 7                 | No Lliure | Teodoro Obiang Nguema Mbasogo |
| 2013 | 7            | 7                 | No Lliure | Teodoro Obiang Nguema Mbasogo |

## Tractats Internacionals
La postura de Guinea Equatorial a quan a tractats internacionals de drets humans és la següent: 
| Tractat | Organització   | Introduït | Signat | Ratificat |
| Convenció per a la Prevenció i la Sanció del Delicte de Genocidi                                                | Nacions Unides | 1948      | -      | -         |
| Convenció Internacional sobre l'Eliminació de totes les Formes de Discriminació Racial                          | Nacions Unides | 1966      | -      | 2002      |
| Pacte Internacional dels Drets Econòmics, Socials i Culturals                                                   | Nacions Unides | 1966      | -      | 1987      |
| Pacte Internacional de Drets Civils i Polítics                                                                  | Nacions Unides | 1966      | -      | 1987      |
| Primer Protocol Facultatiu del Pacte Internacional de Drets Civils i Polítics                                   | Nacions Unides | 1966      | -      | 1987      |
| Convenció sobre la Imprescriptibilitat dels Crims de Guerra i dels Crims contra la Humanitat                    | Nacions Unides | 1968      | -      | -         |
| Convenció Internacional sobre la Repressió i el Càstig del Crim d'Apartheid                                     | Nacions Unides | 1973      | -      | -         |
| Convenció sobre l'eliminació de totes les formes de discriminació contra la dona                                | Nacions Unides | 1979      | -      | 1984      |
| Convenció contra la tortura i altres tractes o penes cruels, inhumanes o degradants                             | Nacions Unides | 1984      | -      | 2002      |
| Convenció sobre els drets de l'infant                                                                           | Nacions Unides | 1989      | -      | 1992      |
| Segon Protocol Facultatiu del Pacte Internacional de Drets Civils i Polítics                                    | Nacions Unides | 1989      | -      | -         |
| Convenció internacional sobre la protecció dels drets de tots els treballadors migratoris i dels seus familiars | Nacions Unides | 1990      | -      | -         |
| Protocol Facultatiu de la Convenció sobre l'eliminació de totes les formes de discriminació contra la dona      | Nacions Unides | 1999      | -      | 2009      |
| Protocol facultatiu relatiu a la participació d'infants en els conflictes armats                                | Nacions Unides | 2000      | -      | -         |
| Protocol facultatiu relatiu al tràfic d'infants, la prostitució infantil i la pornografia infantil              | Nacions Unides | 2000      | -      | 2003      |
| Convenció Internacional sobre els Drets de les Persones amb Discapacitat                                        | Nacions Unides | 2006      | -      | -         |
| Protocol Facultatiu de la Convenció sobre els Drets de les Persones amb Discapacitat                            | Nacions Unides | 2006      | -      | -         |
| Convenció internacional per a la protecció de totes les persones contra les desaparicions forçades              | Nacions Unides | 2006      | -      | -         |
| Protocol Facultatiu del Pacte Internacional de Drets Econòmics, Socials i Culturals                             | Nacions Unides | 2008      | -      | -         |
| Protocol Facultatiu de la Convenció sobre els Drets de l'Infant relatiu a un procediment de comunicacions       | Nacions Unides | 2011      | -      | -         |